# Kanō Takanobu
En aquest nom japonès, el cognom és Kanō.

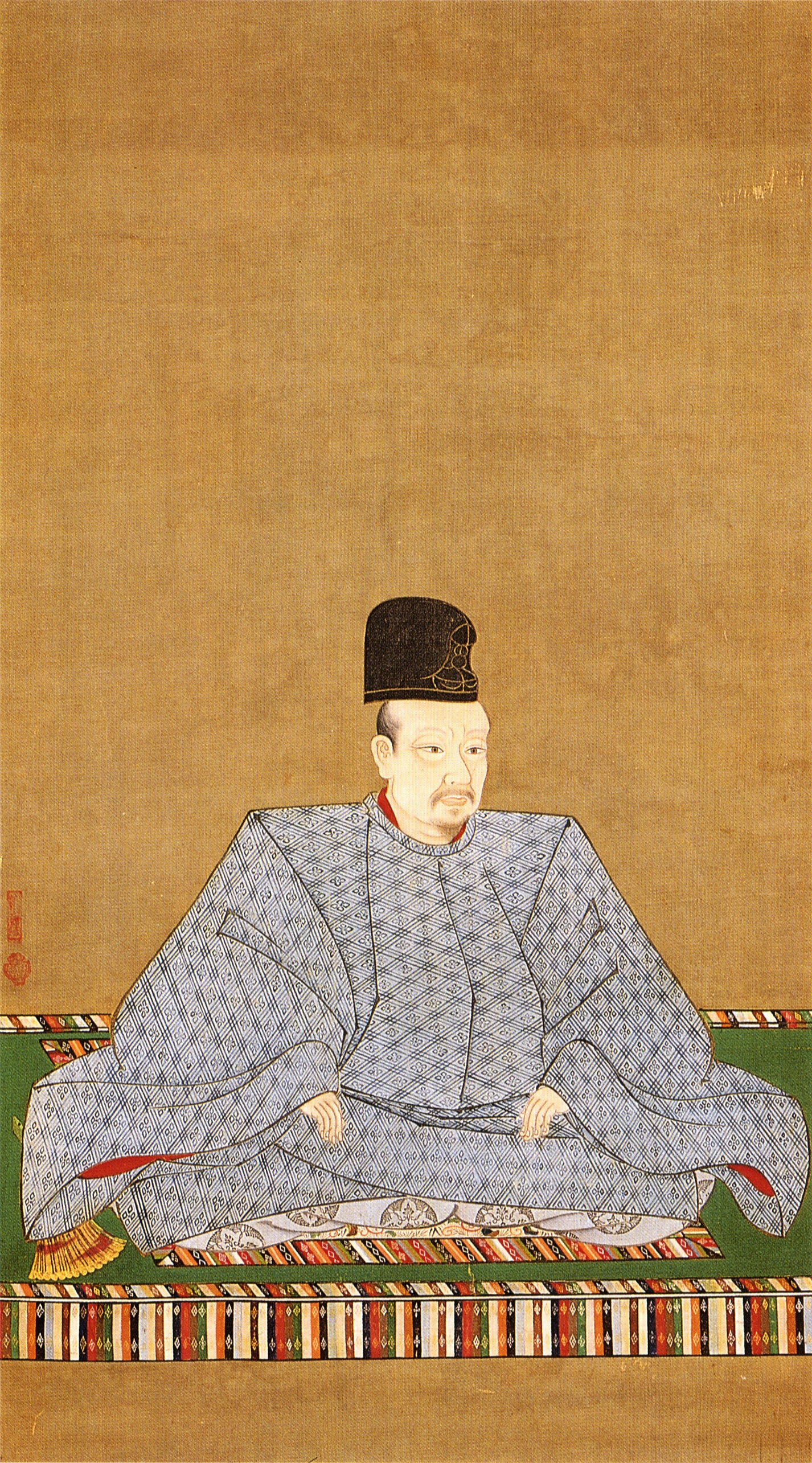
Retrat de l'Emperador Ga-Yōzei, ca. 1610s, color sobre seda, 107.2 x 60.2 cm

Kanō Takanobu (狩野 孝信; 1 de desembre de 1571–18 d'octubre de 1618), anomenat Ukonshōgen, fou un pintor japonès de l'Escola Kanō de pintura durant el període Azuchi–Momoyama (1573–1615).

## Vida i carrera
Takanobu va néixer a Kyoto en el 25º dia del 11º mes del 2º any de Genki. Era el fill més jove de Kanō Eitoku (1543–1590), pintor principal de l'Escola Kanō i germà petit de Kanō Mitsunobu.
Quan Kanō Naganobu (1577–1654) es va posar a les ordres de l'ascendent shogunat Tokugawa i es va mudar a la seva capital administrativa, Edo cap el 1610-1615, Takanobu es va quedar a Kyoto, on les comandes que rebia indicaven que era un dels favorits de la Cort. En aquest moment, només Takanobu i Naganobu tenien habilitats suficients com per encapçalar branques de l'escola.
Amb el respatller financer del shogunat Tokugawa, Takanobu va concebre i va dirigir la decoració pictòrica per al palau nou de l'Emperador Go-Mizunoo; aquest treball va ser finalitzat el 1614 amb Takanobu aplicant els tocs finals a molts dels panells corredissos s'allà i als edificis circumdants. Els vint taulers que representen a trenta-dos savis xinesos en el saló del tron del shishin-donin són atribuïts a Takanobu. Aquests panells són alguns dels pocs treballs de Takanobu que han sobreviscut i són les pintures conservades més antigues del shishin-den.
El 1617, Tannyū, el fill major de Naganobu, va ser convocat a Edo i convertit en un goyō eshi (御用絵師), un lloc de pintor exclusiu pel shogunat. Un altre dels seus fills, Kanō Naonobu (1607–50), va sobresortir com a cap de la branca de Kyoto a la mort de Takanobu el 1618, encara que ell també es mudà a Edo el 1630. La línia continuaria amb un altre fill de Mitsunobu, Sadanobu, que va morir sense un hereu el 1623, però que havia adoptat al fill menor de Takanobu, Yasunobu, va continuar així la línia de Kyoto fins que ell també va ser nomenat goyō eshi i es va traslladar a Edo, encara que va mantenir la seva reclamació com a cap de la branca de Kyoto.

## Galeria

Rakuchu rakugai zu byobu (Fukuoka City Museum)